# Chrastová Lhota
Chrastová Lhota (německy Chrostau Öhlhütten) je částí obce Brněnec v okrese Svitavy.

## Vodstvo
Údolím obce protéká „Lhotecký“ potok pramenící v horní části obce pod úpatím vrcholu Na Drahách (547 m n. m.) v nadmořské výšce přibližně 420 m n. m. Ve střední části obce je na potoku vybudována menší nádrž a přítok do požární nádrže, ve spodní části v místech bývalé školní zahrady v minulosti býval menší rybníček. Potok protéká pod hlavní silnicí Svitavy - Brno a železniční tratí Česká Třebová - Brno a vlévá se jako levobřežní přítok do řeky Svitavy. Tok byl v minulosti několikrát upraven a břehy zpevněny kamenem.
V horní části obce vyvěrá pramen, uprostřed zastřešený pramen s datem 1930 - 66 a nacházejí se zde bývalé veřejné a soukromé studny.

## Příroda
Xerofytní louka nad obcí směrem k Moravské Chrastové s výskytem zajímavých rostlin a živočichů např. modrásek vikvicový, okáč třeslicový, okáč bojínkový atd. V areálu „kulturního domu“ bývalého statku se nacházejí mohutné lípy - největší s obvodem 565 cm (r. 2002)

## Botanika
Výskyt: chráněné druhy např. okrotice bílá (Cephalanthera damasonium) lesy mezi Chrastovou Lhotou a Moravskou Chrastovou r.2008, pětiprstka žežulník (Gymnadenia conopsea) r. 2008, jaterník podléška (Hepatica nobilis) ostrůvkatý výskyt na krajích lesů. Bohužel v okolí též nežádoucí invazní druhy netýkavka malokvětá (Impatiens parviflora) hojná v okolních lesích, křídlatka japonská (Reynoutria japonica) na březích protékajícího potoka.

## Zoologie
Měkkýši: hlemýžď zahradní (Helix pomatia).
Hmyz: slunéčko sedmitečné (Coccinella septempunctata), bzučivka zlatá (Lucilia caesar), pěnodějka červená
(Cercopis vulnerata), hnědásek jitrocelový (Melitaea athalia), perleťovec prostřední (Argynnis adippe), babočka kopřivová (Aglais urticae), ohniváček černoskvrnný (Lycaena tityrus), okáč luční (Maniola jurtina), světlopáska ostřicová (Deltote deceptoria), modrásek jehlicový (Polyommatus icarus), okáč pýrový (Pararge aegeria), okáč rosičkový (Erebia medusa), okáč třeslicový (Coenonympha glycerion), perleťovec nejmenší (Boloria dia), modrásek podobný (Plebejus argyrognomon), modrásek tmavohnědý (Aricia agestis), ohniváček modrolemý (Lycaena hippothoe), soumračník rezavý (Ochlodes sylvanus), batolec duhový (Apatura iris), vřetenuška ligrusová (Zygaena carniolica).
Plazi: užovka hladká (Coronella austriaca), slepýš křehký (Anguis fragilis).

## Mykologie
Výskyt (r. 2008): hřib žlučník (Tylopilus felleus) lesy mezi Chrastovou Lhotou a Rozhráním, holubinka namodralá (Russula cyanoxanta), holubinka smrdutá (Russula foetens)(zahrady, lesy v okolí obce), holubinka mandlová (Russula vesca), pestřec bradavčitý (Scleroderma verrucosum) (zahrady), pečárka vzácná (Agaricus perrarus) (les mezi Chrastovou Lhotou a Moravskou Chrastovou), pečárka šupinkatá (Agaricus squamulifer), rudoušek uťatý (Rhodocybe gemina), hřib dubový (Boletus reticulatus), bedla červenající (Macrolepiota rachodes), kozák habrový (Leccinum carpini), muchomůrka šedivka (Amanita spissa), muchomůrka plavá (Amanita fulva), muchomůrka růžovka (Amanita rubescens), suchohřib žlutomasý (Xerocomus chrysenteron), baňka velkokališná (Sarcosphaera coronaria).

## Paleontologie
J. Stacke (1981) uvádí, že v roce 1971 našel v lomu u Chrastové Lhoty otisk ryby.

## Lidové zvyky
V obci byl udržován lidový zvyk „hrkání a klapání“ v období velikonočních svátků. Na Zelený čtvrtek obdržely mladší děti od starších občanů staré dřevěné hrkačky (hrkačky se zavěšovaly na rameno koženým řemínkem a klikou se pohybovalo uvnitř ozubeným dřevěným kolem narážejícím na dvě dřevěné pásky vydávající nepřeslechnutelný rachot) a klapačky (dvě volná dřevěná kladívka narážející pohybem ruky do dřevěné desky) se kterými obcházely v obci dům od domu každý den namísto zvonění zvonu až do Bílé soboty. V sobotu dostávaly od obyvatel obce výslužku (r. 2007). Podle vyprávění pamětníků v minulosti chodila obcí také děvčata a výslužka se rozdělovala podle toho, jak vydatně kdo hrkal nebo klapal.
Poslední masopustní neděli se konal od „nepaměti“ do devadesátých let 20. století masopustní průvod masek obcí (písemný záznam z r. 1969). Organizátorem průvodu, ostatkové „merendy“ (písemné záznamy z let 1971 až 1974), „Voračky“ (písemné záznamy z let 1954 až 1970) byl Místní sbor dobrovolných hasičů. Také pálení „čarodějnic“ a házení zapálených košťat a Anenská pouť (písemné záznamy od r. 1953).

## Lidová slovesnost
Podle vyprávění ve vesnici přespal v jednom ze statků Napoleon při pobytu na Moravě. Na okraji obce směrem do Moravské Chrastové stávala dřevěná stodola (zbourána r. 2007), na jejímž rohu byly vidět stopy po kulkách zbraní vojáků, kteří je zde zaměřovali.
Obec byla v minulosti svědkem častých průchodů vojsk na silnici Brno - Březová nad Svitavou. Podle vyprávění si jednou vojáci schovali u statkáře truhlu s penězi, pro které až se budou vracet přijedou. Statkář s truhlou utekl a vrátil se až vracející vojska protáhla vesnicí. Za peníze pak nechal postavit statek.

## Historie v datech
- 1471–1516 Nález pražského groše vlády Vladislava Jagelonského z mincovny v Kutné Hoře na cestě u „kulturního domu“.
- 1513 – První písemná zmínka o Chrastové Lhotě v listině olomouckého biskupa Stanislava Thurza, kterou osvobozuje Svitavy a okolní obce od odúmrti.
- 12. 9. 1626 – Chrastová Lhota spolu s Chrastovou a Rudnou musí složit 10 zlatých v hotovosti jako podíl na požadavcích vojenského tábora vévody Františka Albrechta Sachsen - Lauenburga rozloženého v blízkosti Svitav.
- 1650 – Chrastová Lhota (Lhotta) uváděna v německy psaném urbáři z roku 1650 jako součást březovského panství.[4]
- 1660 – Nejstarší matriky narození farnosti Březová nad Svitavou jsou uložené v Oblastním archívu Zámrsk. První kniha psána do roku 1733 a je vedena pro celou farnost dohromady. Starším dokladem z farnosti jsou zachované knihy oddavků od roku 1651.
- 23. 8. 1760 – Mírovský kontribuční úřad zveřejňuje rozpis dodávek pro vojenský rok 1760/1761, v němž Moravská Chrastová (Chrostau) a Chrastová Lhota (Ölhütten) odevzdají 3 severní měřice ovsa s 34 centů a 60 pfundů sena.
- 1793 – František Josef Schwoy v knize Topografie Moravy popisuje Chrastovou Lhotu následujícími slovy: „Lhota-Chraustowa, náležející k Svitavskému panství, v blízkosti obce Chrastau – 13 domů, 84 obyvatel, 90 jiter orné půdy“.
- 11. 3. 1846 – Komise olomouckého krajského úřadu vedená J. Heinem provedla politickou obchůzku v připravovaném železničním úseku z Rozhrání do Svitav na plánované trati Česká Třebová–Brno.
- 1848 – Novým státoprávním dělením Čech a Moravy - Moravská Chrastová a Chrastová Lhota náležela olomouckému kraji a svitavskému panství.
- 1880 – Manželka chrastovského továrníka paní Baderová nechala zhotovit kamenný pomník v místě, kde v roce 1866 zemřel střelec třetího pruského praporu, 9. setniny Alois Karger. Opukový kámen ve tvaru zužujícího se jehlanu vysoký 125 cm (nadzemní část), velikosti 25 x 36 cm v dolní části. Nápis byl v minulosti zničen. Původní znění: „Alois Karger, 45. preussisches Infanterieregiment (Hinter-Rommern) 9. Compagnie 1866".
- 1900 Ottův slovník naučný – „Lhota Chrastová, ves hejtmanství Moravská Třebová, okres Svitavy, fara Březová, pošta Brněnec (v Čechách), 27 domů, 109 obyvatel Čechů a 193 obyvatel Němců (1890)“.
- 1909 – Řeka Svitava se rozvodnila a způsobila záplavy okolních polí a luk.
- 1922 – Zřízena jednotřídní menšinová obecná národní škola s českým vyučovacím jazykem.
- 1923 – V důsledku vojenského cvičení v oblasti Svitavy–Polička, byla škola zapůjčena několik dní za účelem ubytování vojáků.
- 1925 – Oslavy 75. výročí narození prezidenta T. G. Masaryka.
- 1928 – Při obecné škole v Chrastové Lhotě zřízena a otevřena mateřská školka.
- 1947 – Místní osvětová rada dala svým nákladem natisknout pohlednici Moravská Chrastová – Chrastová Lhota.
- 9. 6. 1957 – Sbor dobrovolných hasičů z Chrastové Lhoty obsadil první místo v I. kole celostátní soutěže o nejlepší požární družstvo ČSR.
- 1958 – Zakoupeno kompletní loutkové divadlo za 1 950 Kčs. V následujících letech se v obci hrají divadelní představení.
- duben 1993 – Mše a vysvěcení nově postavené zvonice.
- 2005 – Oprava kaple a upraven pomník obětem první světové války.

## Historický vývoj názvu obce
- 1650: Lhotta
- 1720: Chrostawalhota (Müllerova mapa Moravy (vyd. 1790))
- 1760: Öhlhütten
- 1764–1768 a 1780–1783: Chrostawa Lhota (I. vojenské Josefské mapování)
- 1771: Chrostawa Lhotta (SokA Svitavy se sídlem v Litomyšli, AM Březová nad Svitavou, kniha 240)
- 1793: Lhota - Chraustowa
- 1805: Dorf Chrostau Oelhütten (matrika narození)
- 1836–1852: Chrostau Öhlhütten (II. vojenské Františkovo mapování)
- 1844: Chrostau Öhlhütten (Special Karte der Margrafschaft Mähren (vyd. 1857))
- 1869: Oehlhütten (Sčítací operáty z roku 1869)
- 1881: Lhota Chrastová (Šemberova mapa Moravy)
- 1919: Chrastová Lhota, Chrostau Ölhütten (SokA Svitavy se sídlem v Litomyšli, AM Březová nad Svitavou, kniha 245)
- 1939: Chrastová Lhota (místo narození v rodném listě)
- 1947: Chrastová Lhota (výkazy a jiná dokumentace)

## Pamětihodnosti
- uprostřed obce při silnici kaplička se sochou světice
- železný kříž v blízkosti kaple s kamenným podstavcem
- železný kříž při polní cestě směrem na Moravskou Chrastovou na okraji obce
- dřevěný kříž v blízkosti fotbalového hřiště při polní cestě směrem na Deštnou s dvěma velkými lipami
- pomník obětem první světové války mezi křížkem a kaplí u silnice se jmény: Anderle Anton, Hoffmann Josef, Holec Josef, Janku Konrad, Janku Leopold, Kinter Franz, Kinter Adolf, Machacek Felix, Neugebauer Heinrich, Staud Emil, Schwab František, Seemann Anton, Vait František,Svojanovsky Karl, Koudelka Jan, Vlček Johann, Pischl Franz, Turetschek Josef, Friedl Johann, Albl Josef a Schneider Alois.
- zvonice v blízkosti požární zbrojnice
- pamětní pomník vojákovi z roku 1866

## Kultura a sport

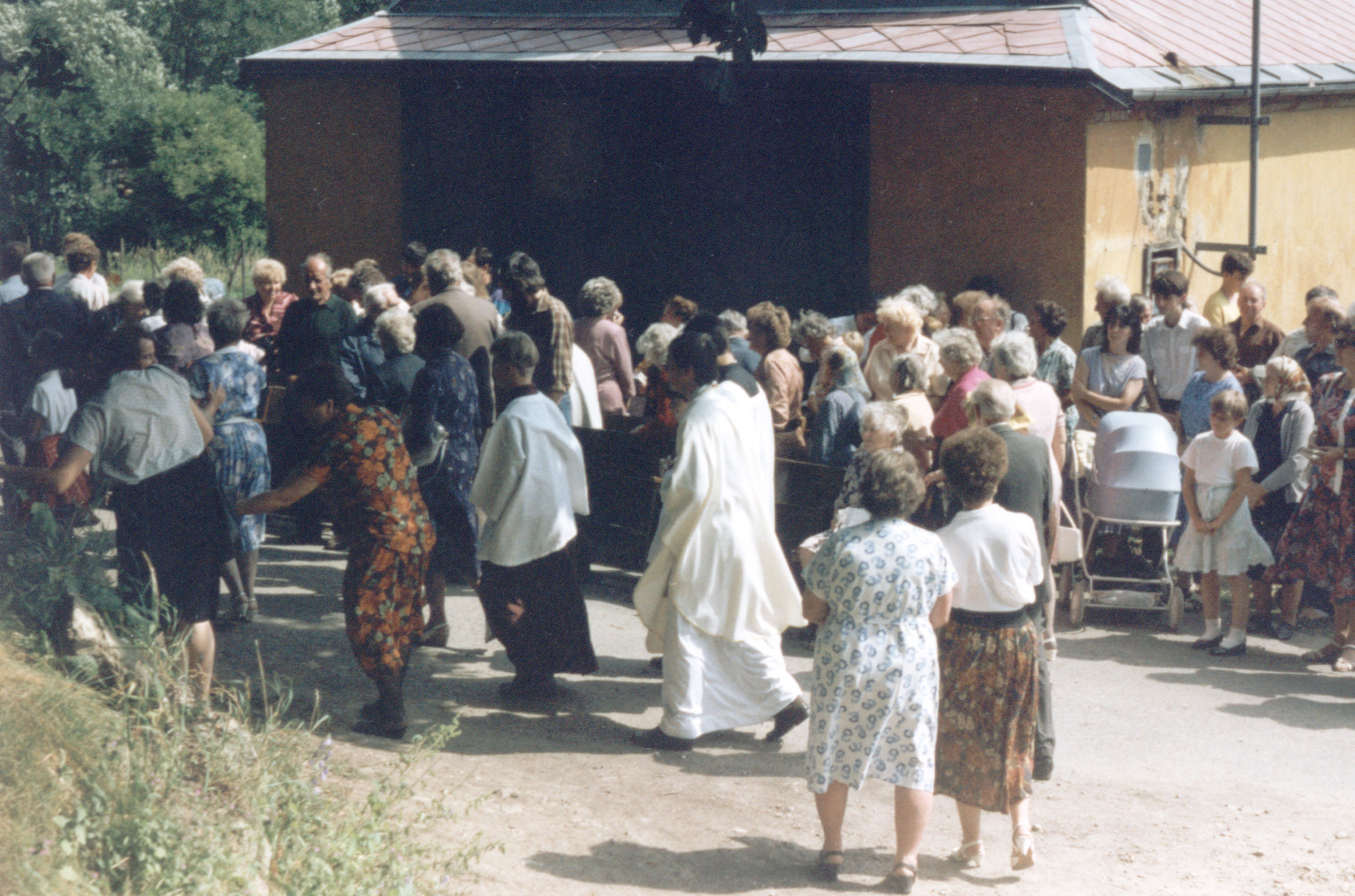
Mše u kapličky v Chrastové Lhotě

Kulturní a sportovní život v Chrastově Lhotě byl v minulosti velmi bohatý. Ještě v osmdesátých letech minulého století procházel vesnicí od domu k domu rozverný Masopustní průvod. Ženy nabízely napečené buchty nebo koláče se zapitím skleničkou alkoholu. Před Velikonocemi obcházely děti s hrkačkami nebo klapačkami vesnici a byly vřele vítání v každé domácnosti.
Na „plaze” se scházeli občané vesnice v době pálení „čarodějnic”, vesnických zábav a v kuželně.
Poměrně dlouhou tradici měla setkání vícemístných kol z celé České republiky. Přijížděli cyklisté až z Mimoně a jiných vzdálenějších měst a vesnic, na třídenní setkání zpravidla v polovině srpna. V roce 2013 hrála účastníků country skupina Ponny Expres.
Sportovní hřiště bylo malé, ale vždy se našel čas na přátelský fotbalový zápas svobodní versus ženatí. Občané Lhoty hrávali přátelská utkání ve fotbale nebo volejbale s občany sousední obce Rozhrání.
Jednou ročně se konala mše pod širým nebem u kapličky v Chrastové Lhotě.

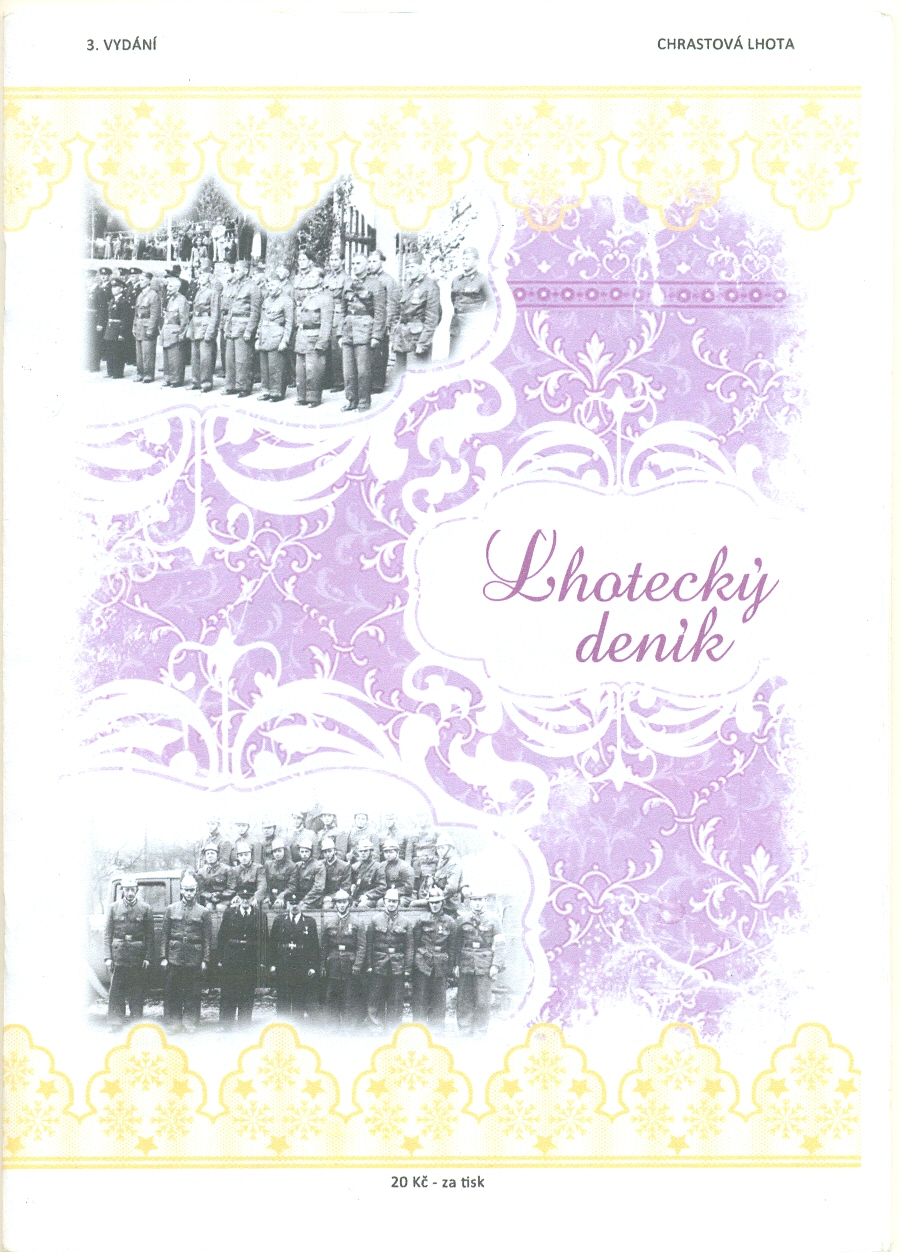
Lhotecký deník

Od roku 2013 vydával Jan Richtr s dcerou Janou Richtrovou, časopis s názvem Lhotecký deník. V deníku byla zachycena historie obce, etnografická vyprávění, studie rodin žijících v obce atd.

## Sbor dobrovolných hasičů
Do roku 1934 byl Sbor dobrovoných hasičů v Chrastové Lhotě společný s Moravskou Chrastovou (zal. 1881). 